# Rayan Djedje
Rayan Djedje (sinh ngày 4 tháng 7 năm 2001) là một cầu thủ bóng đá chuyên nghiệp người Pháp hiện tại đang thi đấu ở vị trí tiền vệ cho câu lạc bộ Charlotte Independence tại USL League One.

## Đời tư
Sinh ra tại Montpellier, Pháp, Djedje là người gốc Bờ Biển Ngà.

## Thống kê sự nghiệp
Tính đến 21 tháng 8 năm 2021
| Câu lạc bộ          | Mùa giải            | Giải đấu                 | Giải đấu | Giải đấu | Cúp  | Cúp | Khác | Khác | Tổng cộng | Tổng cộng |
| Câu lạc bộ          | Mùa giải            | Hạng                     | Trận     | Bàn      | Trận | Bàn | Trận | Bàn  | Trận      | Bàn       |
| ------------------- | ------------------- | ------------------------ | -------- | -------- | ---- | --- | ---- | ---- | --------- | --------- |
| Metz B              | 2019–20             | Championnat National 3   | 11       | 0        | —    | —   | —    | —    | 11        | 0         |
| Metz B              | 2020–21             | Championnat National 2   | 2        | 0        | —    | —   | —    | —    | 2         | 0         |
| Metz B              | Tổng cộng           | Tổng cộng                | 13       | 0        | —    | —   | —    | —    | 13        | 0         |
| Seraing (mượn)      | 2020–21             | Belgian First Division B | 1        | 0        | 1    | 0   | 0    | 0    | 2         | 0         |
| Seraing (mượn)      | 2021–22             | Belgian First Division A | 4        | 0        | 0    | 0   | 0    | 0    | 4         | 0         |
| Seraing (mượn)      | Tổng cộng           | Tổng cộng                | 5        | 0        | 1    | 0   | 0    | 0    | 6         | 0         |
| Tổng cộng sự nghiệp | Tổng cộng sự nghiệp | Tổng cộng sự nghiệp      | 18       | 0        | 1    | 0   | 0    | 0    | 19        | 0         |